# Sinoxylon philippinense
Sinoxylon philippinense är en skalbaggsart som beskrevs av Pierre Lesne 1938. Sinoxylon philippinense ingår i släktet Sinoxylon och familjen kapuschongbaggar. Inga underarter finns listade i Catalogue of Life.